# 101匹わんちゃんストリート
『101匹わんちゃんストリート』（ひゃくいっぴきわんちゃんストリート、原題：101 Dalmatian Street）は、1961年のディズニー映画「101匹わんちゃん」のスピンオフかつ後日譚。2019年3月18日にイギリスのディズニー・チャンネルで放送された。
日本では2019年7月6日（土）13:00～13:30にディズニー・チャンネルで先行放送が行われ、7月27日よりレギュラー放送を開始した。

## ストーリー
15匹の子犬を持つディランのママと、15匹の子犬を持つドリーのパパが一緒になり、さらに15匹の子犬が誕生。その上、レスキューシェルターの犬や野良犬を次々に家族に迎え、今では総勢101匹のダルメシアンが家族としてロンドンの家で暮らしている。忙しいパパとママに代わって兄弟の子守りを任されている年長のドリーとディランを中心に、子犬たちを巡る騒動や冒険を描いた楽しいコメディ・アドベンチャー。

## 登場人物

### ダルメシアン家

#### ダルメシアン兄と妹
ディラン（Dylan Dalmatian）
年齢: 12歳
性別: オス
一人称: 僕
ダルメシアン。本作の主人公で、ダルメシアン兄弟姉妹の中で長男。詩を書くのが好きで、宇宙に憧れて天体観測を楽しむ。
厳格で成熟的な性格から家庭をやんちゃで混沌的なドリーから清潔で新鮮に保としている。一方で、サラッ、良いでオタクな性格がある。
プードルであるポーシャが好きで、自身を変えながらまでポーシャの関心を惹きつけようとしたが、ポーシャの変な好みとヤンデレのような性格を知った後は忌避するようだったが、第22話を見れば相変わらず彼女が好きだと思われる。第15話でサマーに好感を示した。
ネコアレルギーがあり、このために隣人猫のコンスタンティンとは犬猿の仲する。踊りを汚す。
ドリー（Dolly Dalmatian）
年齢: 12歳
性別: メス
一人称: 俺
ダルメシアン。ディランと共に本作の主人公であり、ヒロインで、ダルメシアン兄弟姉妹の中で長女。スケートボードスキルが高く、イタズラをする方法を知っている。
マイペースかつお転婆娘で混沌的な性格で、いつも兄弟のディランをいじめる (物語が進むとして、いじめは消えて関係を柔らかくなり始め)。一方で、ディランの様に良いで保護的なよう。
クラリッサはダルメシアンー家に敵対するため、ディランとコンスタンティンの様にクラリッサとは犬猿の仲する。ハンセルが好きだがビーチで出会ったスパイクに乗る。
「Bow Whacka Wow!」という口癖を持っている。

#### ダルメシアン父と母
ダグ（Doug）
ダルメシアンー家の父。
デリラ（Delilah）
ダルメシアンー家の母。

#### ダルメシアン子供
ディーゼル（Diesel）
デルガド（Delgado）
ディーパック（Deepak）
ドーキンズ（Dawkins）
ダンテ（Dante）
ディジェイ（D.J.）
ダヴィンチ（Da Vinci）
ディーディー&ディジー（Dee Dee & Dizzy）
トリプルD（Triple D）
ディミトリトリオ（Dimitri Trio）
ドロシー（Dorothy）
ダルメシアン子供たち

### ディランとドリーの仲間たち
ハンセル（Hansel）
ロックシー（Roxy）
ポーシャ（Portia）
スペンサー（Spencer）
アラベラ（Arabella）
プルネラ（Prunella）
スノーボール（Snowball）
サマー（Summer）
スパイク（Spike）
ファーガス（Fergus）
シド（Sid）
ビッグ・フィー（Big Fee）
コンスタンティン（Constantin）
パール（Pearl）

### 敵
クラリッサ（Clarissa）
ダルメシアンー家の隣人。猫を被るのように振る舞う傾向があり、甘やかされて育った為に意地悪な性格になっており、ダルメシアンー家から嫌われている。
ベッシー（Bessie）
無害なフリをするとても悪知恵の働くウシ。
クルエラ・ド・ヴィル（Cruella De Vil）
アニータの同級生のファッションデザイナー。
毛皮に目の無い残忍な性格をしているダルメシアン一家の宿敵。
ハンター・ド・ヴィル（Hunter De Vil）
カドルズ（Cuddles）

## キャスト
| 役名                    | 原語版声優                                            | 日本語吹き替え    |
| ----------------------- | ----------------------------------------------------- | ----------------- |
| ディラン                | ジョシュ・ブレナー                                    | 林勇              |
| ドリー                  | ミカエラ・ディーツ                                    | 白石涼子          |
| デリラ（ママ）          | エラ・ケニオン                                        | 桜木可奈子        |
| ダグ（パパ)             | ラーシャン・ストーン                                  | 石住昭彦          |
| ディジー                | ネフェリ・カラコスタ（Nefeli Karakosta）              | 奥野香耶          |
| ディーディー            | フローリー・ウィルキンソン（Florrie Wilkinson）       | 津田里穂          |
| ディーゼル              | ベルト・デービス（Bert Davis）                        | さいとうよしえ    |
| ダンテ                  | カイル・ソーラー                                      | 伊原正明          |
| ドーキンズ              | リース・アイザック・ジョーンズ（Rhys Isaac Jones）    | 越後屋コースケ    |
| デスティニー & デジャヴ | ローレン・ドーンズ（Lauren Donzis）                   | 木野日菜          |
| ダラス                  | アビゲイル・ゾーイ・ルイス（Abigail Zoe Lewis）       | 木野日菜          |
| デルガド                | ジャック・ビンステッド                                | 花倉洸幸          |
| ディーパック            | ニキル・パルマール（Nikhil Parmar）                   | 広瀬裕也          |
| DJ                      | マックスウェル・アップル（Maxwell Apple）             | 花倉洸幸          |
| ダヴィンチ              | アキヤ・ヘンリー（Akiya Henry）                       | 奥野香耶          |
| ドロシー                | マーゴット・パウエル（Margot Powell）                 | 春瀬なつみ        |
| ディミトリ              | ロッコ・ライト（Rocco Wright）                        | 広瀬裕也 花倉洸幸 |
| クラリッサ              | ハリエット・カーマイケル（Harriet Carmichael）        | 春瀬なつみ        |
| ハンセル                | ラスムス・ハーディカー                                | 広瀬裕也          |
| アラベラ                | エイミー・フィオン・エドワーズ                        | さいとうよしえ    |
| シド                    | ドック・ブラウン                                      | 越後屋コースケ    |
| ファーガス              | コナー・マクニール                                    | 大野智敬          |
| ビッグ・フィー          | エイミー・フィオン・エドワーズ（Aimee-Ffion Edwards） | 小橋里美          |
| ロキシー                | アキヤ・ヘンリー（Akiya Henry）                       | 小橋里美          |
| ハンター・ド・ヴィル    | ジョシュア・ルクレア（Joshua LeClair）                | 花倉洸幸          |
| クルエラ・ド・ヴィル    | ミシェル・ゴメス                                      | 塩田朋子          |

## エピソード

### 各話リスト
| 放送日         | 回 | サブタイトル       | 原題              | 脚本                                  | コンテ             | 演出                     | 作画監督 |
| -------------- | -- | ------------------ | ----------------- | ------------------------------------- | ------------------ | ------------------------ | -------- |
| 2019年 3月18日 | 1  | 初めての「ペット」 | Dog's Best Friend | ジャイルズ・ピルブロウ                | バリー・レイノルズ | ミクローシュ・ワイゲルト | 鈴木亜矢 |
| 2019年 3月18日 | 1  | 爆発ナイト         | Boom Night        | カースティ・パート ジェス・ケドワード | マックス・ルバレス | ミクローシュ・ワイゲルト | 鈴木亜矢 |

| 話数  | サブタイトル               | 原題                                    |
| ----- | -------------------------- | --------------------------------------- |
| 2A話  | トップドッグは誰?          | Power to the Puppies                    |
| 2B話  | ダルメシアン一族の王子様!? | Who the Dog Do You Think You Are?       |
| 3A話  | ワイルド・サイドを走れ     | Walkies on the Wild Side                |
| 3B話  | ナッツに首ったけ           | May Contain Nuts                        |
| 4A話  | 冬のワクワクランド         | Winter Funderland                       |
| 4B話  | 雪の日                     | Snow Day                                |
| 5A話  | 相性バツグン！？           | Perfect Match                           |
| 5B話  | パパはヒーロー             | All Fired Up                            |
| 6A話  | ポエムで勝負               | Poetry Scam                             |
| 6B話  | ディランの片思い           | Crushed Out                             |
| 7A話  | 母の日                     | Girls' Day Out                          |
| 7B話  | お仕事はつらいよ           | The Woof Factor                         |
| 8話   | 鼻を使え                   | The Nose Job                            |
| 9A話  | マイ・フェア・ドリー       | My Fair Dolly                           |
| 9B話  | ノミマゲドン               | Flea-Mageddon                           |
| 10A話 | 王族がやってきた           | A Right Royal Rumble                    |
| 10B話 | ダル火星人                 | Dal-Martians                            |
| 11A話 | 危険なファンにご用心       | A Date with Destiny… Dallas and Déjà Vu |
| 11B話 | 猫神様の教え               | The Wow of Miaow                        |
| 12A話 | 恐怖の館                   | Fear Window                             |
| 12B話 | 犬の館                     | The Dog House                           |
| 13A話 | 池のモンスター現る!?       | Long Tongue Day                         |
| 13B話 | 天才ダヴィンチ             | Doggy Da Vinci                          |
| 14話  | 大変だ－！                 | London, We Have a Problem               |
| 15話  | 忘れられない夏             | A Summer to Remember                    |
| 16A話 | あたしだけのパーティー     | It's My Party                           |
| 16B話 | キツネがうちにやって来た   | Fox in the Dog House                    |
| 17A話 | お手伝いロボット           | Fetch                                   |
| 17B話 | 強運の持ち主               | Don't Push Your Luck                    |
| 18A話 | フェリードッグの呪い       | The Curse of the Ferrydog               |
| 18B話 | 生きてる壁                 | The Walls Are Alive                     |
| 19A話 | ダイヤモンド・ドッグ       | Diamond Dogs                            |
| 19B話 | 正義の味方                 | Ride Along                              |
| 20A話 | プードル・ウルフ！         | Poodlewolf!                             |
| 20B話 | なが～い夜                 | The Longest Night                       |
| 21A話 | わんぱくドリー             | Balancing Act                           |
| 21B話 | 戦うドーキンズ             | Dawkins Strikes Back                    |
| 22A話 | さらばプードル・ウルフ！   | Poodlefall!                             |
| 22B話 | ダサいダンス               | Dotty Dancing                           |
| 23A話 | あこがれの王子様           | Yappily Ever After                      |
| 23B話 | ディランの自分探し         | D-Factor                                |
| 24話  | 子犬たちの夢               | Puppy Dreams                            |
| 25A話 | ダンテの予言               | Dante's Inferno                         |
| 25B話 | デビルなド・ビル           | Better the De Vil You Know              |
| 26話  | 子犬を着た悪魔             | The De Vil Wears Puppies                |

## 特別放送概要
ディズニー・チャンネル内での特別編成では、新エピソードや特別エピソードが放送された。
新シリーズさきどり！ 101匹わんちゃんデー（2019年7月6日）
第1話「初めての“ペット”／爆発ナイト」の先行放送が行われた。
101匹わんちゃんストリート 新作サタデー！（2020年5月16日）
第12話から第19話まで連続放送が行われ、第19話「ダイヤモンド・ドッグ／正義の味方」が日本初放送として放映された。
101匹わんちゃんストリート 新作クルエラ・サタデー（2020年10月24日）
「子犬を着た悪魔」が日本初放送として放映された。